# 쾅가
쾅가(링갈라어: kwánga, 콩고어: kwanga)는 중앙아프리카의 콩고강 유역에서 먹는 카사바 요리이다. 카사바를 갈아서 면보에 걸러 물기를 뺀 다음, 길게 반죽해 카사바 잎에 싸서 삶아 만든다.

## 이름
치쾅가(링갈라어: chikawanga)나 키쾅가(콩고어: kikwanga)로도 불린다.
프랑스어권인 가봉, 중앙아프리카 공화국, 카메룬 콩고 공화국, 콩고 민주 공화국에서는 시쿠앙그(프랑스어: chikwangue)나 "카사바 막대"라는 뜻의 바통 드 마니옥(프랑스어: bâton de manioc)으로 불리기도 한다.
포르투갈어권인 앙골라에서는 시쿠앙가(포르투갈어: chicuanga)나 "제복 입은 푼즈"라는 뜻의 푼즈 파르다두(포르투갈어: funge fardado)로 불리기도 한다. "제복"은 "카사바 잎"을 가리킨다.

## 같이 보기
- 푸푸
- 푼즈